# Tera Wray
Tera Wray (Louisville, Kentucky, 1982. április 14. – Kalifornia, 2016. január 13.) amerikai pornószínésznő és modell.

## Élete és pályafutása
Tera Wray Hites Runban, Breckinridge megyében, Kentuckyban született. A Pleasure Productions céghez jelentkezett erotikus színésznek. Az első leszbikus jelenetet Nicki Hunterrel forgatta. 2008-ban és 2009-ben AVN-díjakra jelölték. Meglátták benne a legjobb új fiatal csillagot, legjobb csoportos szexre is jelölték. 170 cm magas, van tetoválása. Tera szintén megjelent egy "Stingwray" című zenés klipben.

## Válogatott filmográfia
- 2011 Calvin's Dream (post-production)
- 2009 There Will Be Cum 6 (video)
- 2008/II There Will Be Cum (video)
- 2008 Tattooed & Tight 3 (video)
- 2008 The Orifice (video)
- 2007 Ass Eaters Unanimous 15 (video)
- 2007 For Once a Whore and Ever a Whore (video)
- 2007 House of Ass 5 (video)
- 2007 Maya Hills Is the Runaway Brat (video)
- 2007 Radium (video)
- 2007 Tattooed & Tight (video)
- 2010 Rated A for Adult (TV series documentary)